# Russische militaire begraafplaats in Bocholt
De Russische militaire begraafplaats in Bocholt is een militaire begraafplaats in Noordrijn-Westfalen, Duitsland. Op de begraafplaats liggen omgekomen Russische militairen uit de Tweede Wereldoorlog.

## Begraafplaats
Op de begraafplaats rusten 1736 krijgsgevangenen van het Rode Leger. De slachtoffers kwamen om in Stadwaldlager Bocholt.